# Cyclodictyon maxonii
Cyclodictyon maxonii là một loài rêu trong họ Pilotrichaceae. Loài này được R.S. Williams mô tả khoa học đầu tiên năm 1912.